# Secrétaire général de la présidence de la République française
Ne doit pas être confondu avec Secrétariat général du Gouvernement (France).
Le secrétaire général de la présidence de la République française, également appelé secrétaire général de l'Élysée, est un haut fonctionnaire à la tête du cabinet constituant l'équipe de conseillers du président de la République française.

## Histoire
Le titre de secrétaire général apparaît pendant la IIe République, en 1849, sous la présidence de Louis-Napoléon Bonaparte.
Le secrétariat général civil de la présidence de la République, tel que connu à l'époque contemporaine, apparaît avec la IIIe République.
Entre 1879 et 1900, la fonction est assurée par un militaire, qui est également chef de la Maison militaire. Lors des présidences de Félix Faure (1895–1899) et au début de celle d'Émile Loubet (1899–1906), la Maison militaire est placée sous l'autorité du secrétariat général, qui est lui-même militaire, tandis que la Maison civile est placée sous l'autorité d'un directeur de cabinet.
À partir de 1900, le secrétaire général de l'Élysée est un civil.

## Fonctions
Aucun texte officiel ne prévoit l'existence ou les attributions du secrétaire général de la présidence de la République. Son rôle et son influence varient donc suivant les différentes présidences. Dans la pratique, ses fonctions sont les suivantes :
- la direction et la coordination des membres du cabinet présidentiel ;
- la coordination des décisions présidentielles avec les actions gouvernementales et de l'ensemble des administrations publiques ;
- l'annonce de la composition du gouvernement lors de sa nomination ;
- la rédaction, au terme de chaque conseil des ministres, avec le secrétaire général du Gouvernement, d'un relevé de décisions ainsi qu'un compte rendu intégral des délibérations, qui ne sont pas rendus publics[3] ;
- la prise de décisions dont il estime qu'elles vont dans le sens de la politique du président mais qui ne méritent pas d'être portées à son attention[4].

Claude Guéant s'est davantage exposé, intervenant dans les médias ou représentant le président Sarkozy auprès d'autres chefs d'États,. Jean-Louis Bianco, quant à lui, raconte qu'il a convaincu le président Mitterrand de pousser la démocratisation des pays africains lors du discours de La Baule.

## Titulaires de la fonction
Plusieurs particularités peuvent être relevées concernant la liste des secrétaires généraux de la présidence de la République :
- aucune femme n'a occupé cette fonction ;
- la plupart des secrétaires généraux sont issus de la haute fonction publique et sortent de l'ENA, à l'exception notable de Pierre Bérégovoy[4] ;
- trois secrétaires généraux ont par la suite exercé la fonction de Premier ministre (Édouard Balladur, Pierre Bérégovoy et Dominique de Villepin) ;
- quatre secrétaires généraux ont par la suite exercé la fonction de ministre des Affaires étrangères (Michel Jobert, Jean François-Poncet, Hubert Védrine et Dominique de Villepin).